# 中谷元
中谷 元（なかたに げん、1957年〈昭和32年〉10月14日 - ）は、日本の政治家、陸上自衛官（最終階級：2等陸尉、レンジャー）。自由民主党所属の衆議院議員（12期）、防衛大臣（第26・27代）、内閣総理大臣臨時代理就任順位第2位。自由民主党高知県支部連合会会長。
防衛大臣（第14代）、安全保障法制担当大臣（第3次安倍内閣）、防衛庁長官（第67代）、内閣総理大臣補佐官（国際人権問題担当）（第2次岸田内閣・第2次岸田第1次改造内閣）、自治総括政務次官（第2次森内閣）、郵政政務次官（第2次橋本改造内閣）、国土政務次官（村山改造内閣）、衆議院総務委員長、自由民主党中央政治大学院長、同党憲法改正推進本部長代行、同党安全保障調査会長、同党安全保障法制整備推進本部本部長、同党政務調査会長代理、自由民主党副幹事長（特命担当）、同党情報調査局長、同党人事委員長、同党政務調査会国防部会長、同党国会対策副委員長、同党通信情報局長などを歴任した。

## 来歴
高知県高知市生まれ。土佐高等学校、防衛大学校本科理工学専攻卒業（24期）、陸上自衛隊で3尉任官。同期に番匠幸一郎・田邉揮司良・磯部晃一・松尾幸弘・福田築などがいる。防衛大学校ラグビー部所属。第20普通科連隊小銃小隊長、第1空挺団空挺教育隊レンジャー教官を経て2尉で退官。その後加藤紘一、今井勇、宮澤喜一衆議院議員の秘書を務めた。

### 衆議院議員
1990年第39回衆議院議員総選挙に自由民主党公認で高知県全県区（定数5）から立候補し、得票数2位で初当選した。1993年の第40回衆議院議員総選挙は、高知県全県区でトップ当選する。村山改造内閣で国土政務次官を務める。1996年の第41回衆議院議員総選挙で、小選挙区比例代表並立制の導入に伴い高知2区から立候補し、2012年の第46回衆議院議員総選挙まで、高知2区で6期連続当選する。
2000年、第2次森内閣で自治総括政務次官に就任したが、加藤の乱では第2次森内閣不信任決議案に賛成票を投じる意向を示した加藤紘一に同調する。加藤派・山崎派の造反は不調に終わったが、中谷は不信任案の採決は欠席した。
2001年に第1次小泉内閣で、防衛庁長官に歴代最年少で任命され、当選4回で初入閣した。防衛大学校・陸上自衛官出身者で初めて防衛庁長官に就任し 、野党などから日本国憲法第66条2項の文民統制と関連について疑問の声もあがった。2005年に衆議院総務委員長に起用される。
2011年3月に自由民主党高知県連会長選挙へ立候補を表明する。現職の山本有二も立候補を表明し、2004年に会長を公選する規定が導入されていたため初の会長選挙が実施され、中谷が県連会長に選出された。
2012年、10月に宏池会を退会し、総裁を退任して間もない谷垣禎一を中心に結成された勉強会「有隣会」に参加した。12月に石破茂の下で自由民主党副幹事長（特命担当）に起用される。
2014年の第47回衆議院議員総選挙で、選挙区の区割り変更に伴い新設された高知1区から立候補する。日本共産党元職の春名直章らを破り9選される。選挙後に発足した第3次安倍内閣で、政治資金問題を理由に再任を辞退した江渡聡徳の後任で防衛大臣兼務安保法制の担当大臣に任命され、13年ぶり2回目の入閣となる。安全保障関連法案の審議で、答弁が不安定な場面で批判を浴びた。2015年6月5日の衆議院平和安全特別委員会の答弁で安全保障関連法案について「現在の憲法をいかにこの法案に適用（「適応」とする報道もある）させていけば良いのかという議論を踏まえて、閣議決定をおこなった」と答弁したことに法律を憲法の上位に置くもの、立憲主義を理解していないものとして批判が集中した。2016年8月3日に内閣改造で防衛相を離任する。8月4日の記者会見で安全保障関連法の国会審議を振り返り、感極まって号泣した。
2017年（平成29年）6月3日に森友学園問題と加計学園問題に関連して、安倍首相に「あいうえおの5文字を贈りたい。あせらず、いばらず、うかれず、えこひいきをせず、おごらず。」と苦言を呈して政治の公正性と中立性を強く主張した。
2017年（平成29年）7月2日に東京都議会選挙で自民党が歴史的な大敗北したのち、都議選惨敗を引き起こしたとして、暴言・暴行疑惑が報じられ自民党から離党した豊田真由子衆院議員 (Toyoda)、加計学園関連極秘文書疑惑の萩生田光一内閣官房副長官 (Hagiuda)、選挙期間中に失言の稲田朋美防衛相 (Inada)、加計学園からのヤミ献金疑惑の下村博文東京都連会長 (Shimomura) の4人のイニシャルをもじり「THIS is 敗因」と評した。7月7日に安倍首相に「政治家は人の意見を聞く耳が大事。特に『かきくけこ』で人の言うことを聞くべきだ。」「かきくけこは、家内（妻）の言うこと、厳しい意見、苦情、見解の異なる人、こんな人たち」と指摘し、都議選の応援演説で自らに野次を飛ばした聴衆に「こんな人たち」と発言した安倍首相に苦言を呈するとともに、多元主義の尊重を強く主張した。
7月6日に稲田朋美防衛相ら防衛省政務三役が平成29年7月九州北部豪雨対策中に防衛省に一時不在であった問題では、7月8日収録のTBS「時事放談」に出演して「考えられない」と批判した。
2021年10月31日に第49回衆議院議員総選挙で11選される。11月10日に第2次岸田内閣で内閣総理大臣補佐官（国際人権問題担当）に就任する。
2024年9月27日の自民党総裁選挙では、1回目の投票、決選投票、いずれも石破茂に投じた。
10月1日に第1次石破内閣が発足し、防衛大臣に任命された。10月27日の第50回衆議院議員総選挙で再選し、11月11日に発足した第2次石破内閣で防衛大臣に留任する。

## ギャラリー

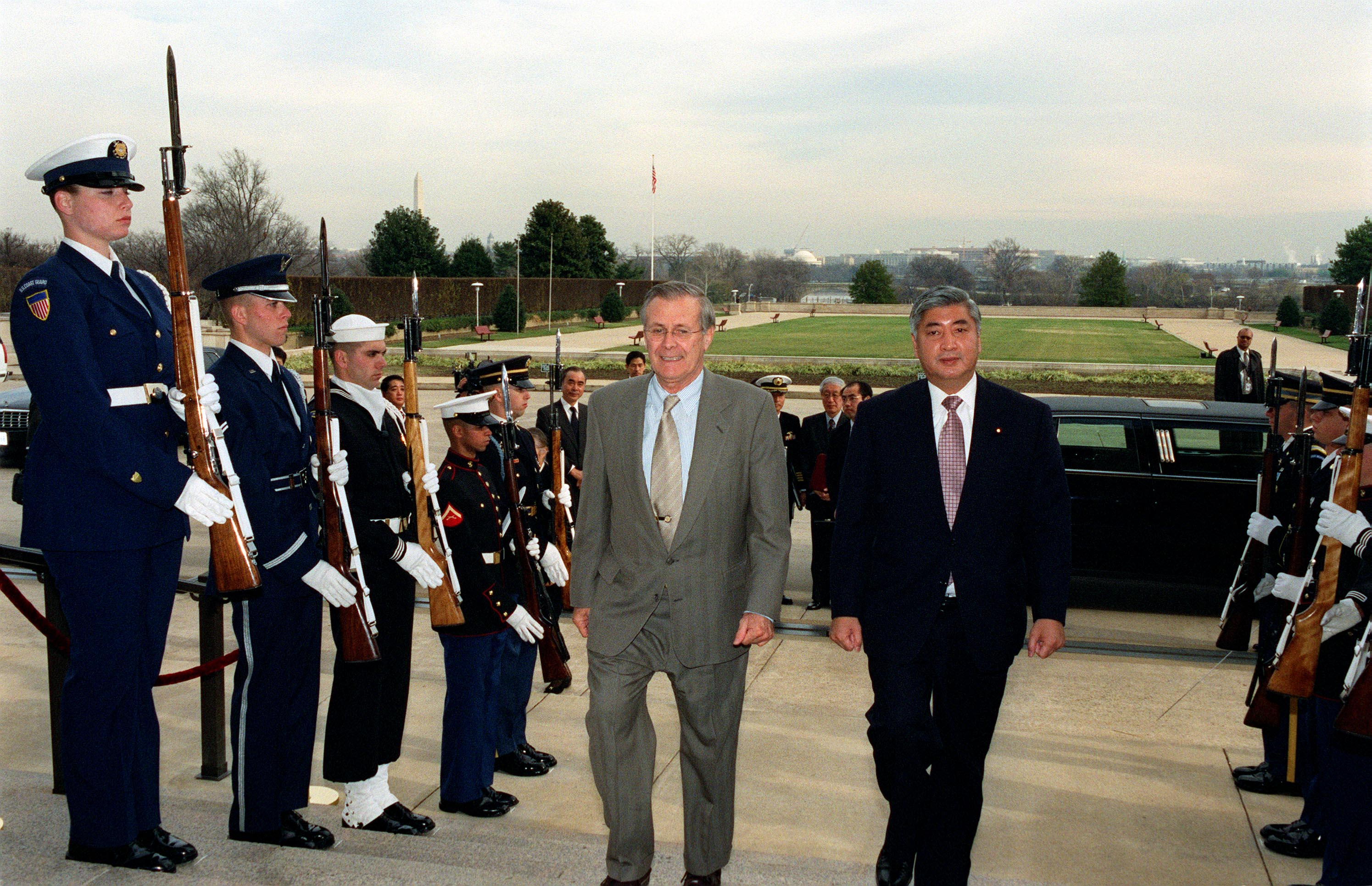
米国のドナルド・ラムズフェルド国防長官と（2001年12月10日）
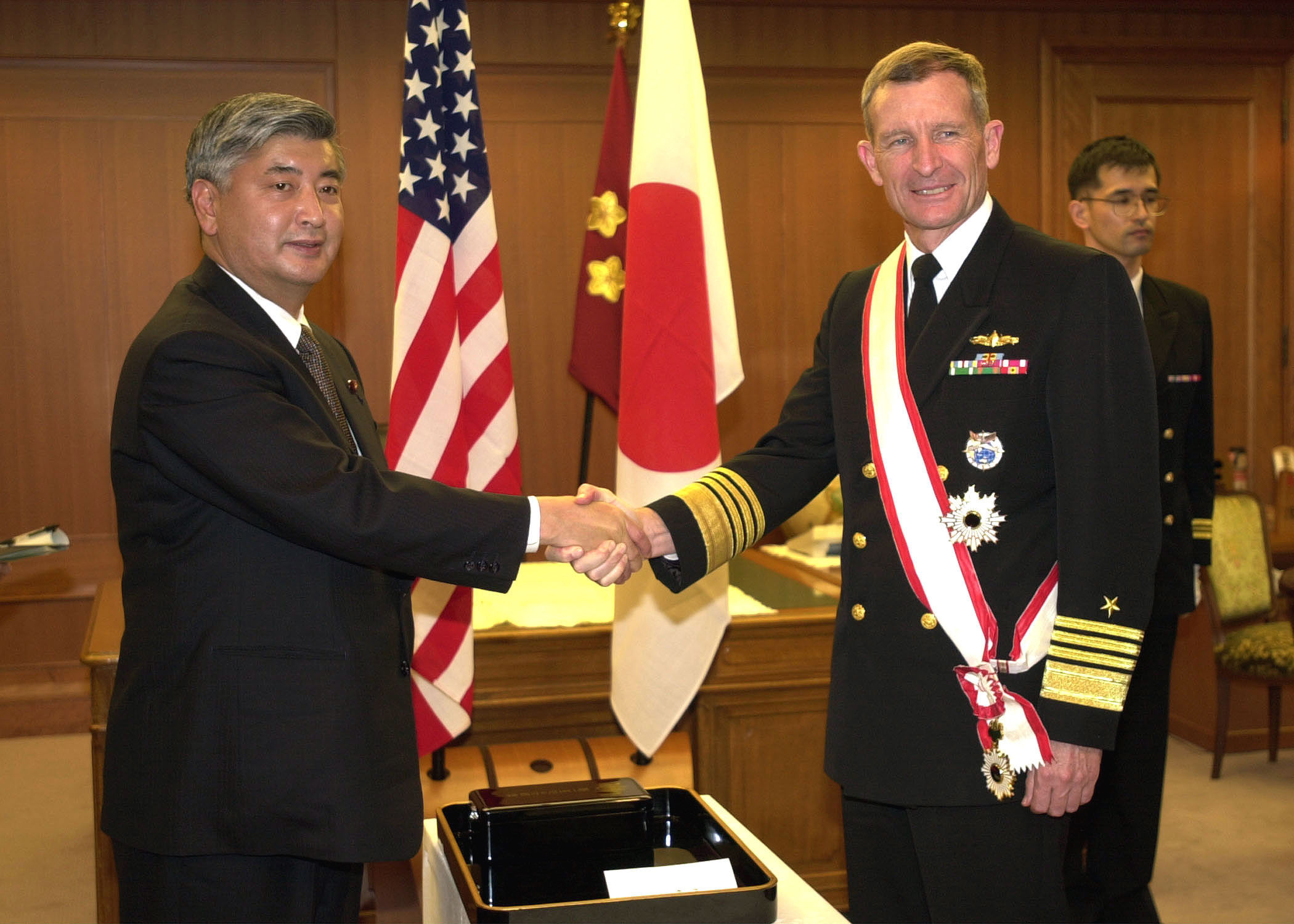
米国のデニス・C・ブレア太平洋軍司令官と（2002年2月）
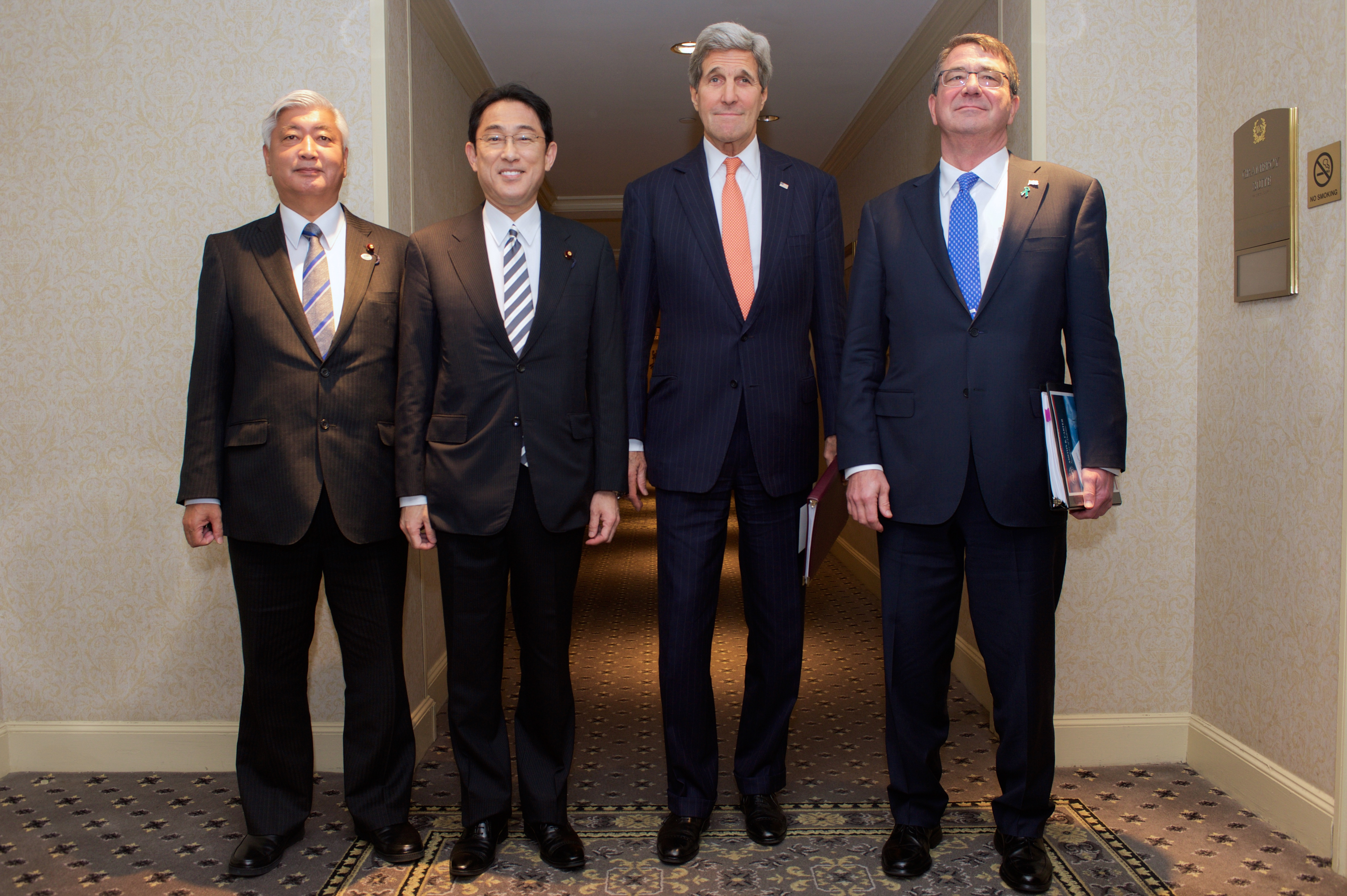
左から中谷、岸田文雄外相、米国のジョン・フォーブズ・ケリー国務長官、アシュトン・カーター国防長官（2015年4月27日）
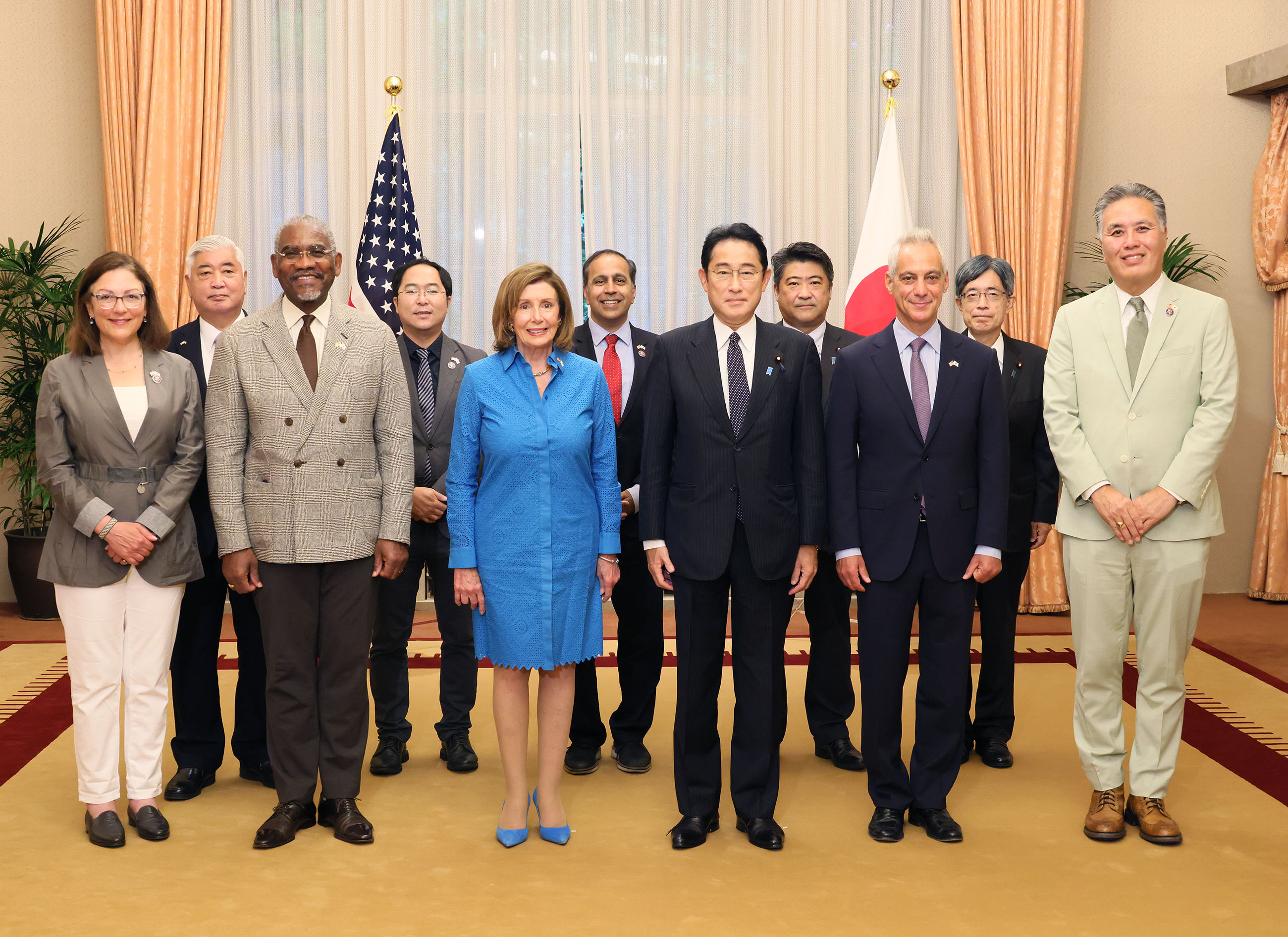
米国のナンシー・ペロシ下院議長、マーク・タカノ下院議員、ラーム・エマニュエル駐日大使、岸田首相らと（2022年8月5日）

## 政策・主張

### 憲法改正
- 日本国憲法第9条の改正、集団的自衛権の行使に賛成[26]。
- 日本の核武装について「将来にわたって検討すべきでない」としている[27]。

### 消費税増税
- 2012年の公開アンケートで、消費税を2014年4月に8%、2015年10月に10%まで引き上げる法律が成立したことについて「法律通りに引き上げるべきだ」と回答している[27]。
- 2014年の公開アンケートで、「2017年4月に消費税率を10%に引き上げるべきだ」と回答している[28]。
- 2017年の公開アンケートで、消費税を2019年10月に10%に引き上げることについて「賛成」と回答している[29]。
- 「消費税0％の検討」を掲げた『国民を守るための「真水100兆円」令和2年度第2次補正予算に向けた提言』に賛同している[30]。

### その他
- 選択的夫婦別姓制度の導入に2014年のアンケートでは反対[31][32]、2021年のアンケートでは賛成と回答[33]。
- 内閣総理大臣の靖国神社参拝に賛成[26]。
- 村山談話、河野談話の見直しに反対[26]。

## 政治資金
農林水産省所管の独立行政法人「緑資源機構」の官製談合事件に関連し、同機構から工事を受注する業者らでつくる任意団体「特定森林地域協議会」の政治団体「特森懇話会」から40万円の献金を受けていた。

## 選挙歴
| 当落 | 選挙                   | 執行日         | 年齢 | 選挙区       | 政党       | 得票数     | 得票率 | 定数 | 得票順位 /候補者数 | 政党内比例順位 /政党当選者数 |
| ---- | ---------------------- | -------------- | ---- | ------------ | ---------- | ---------- | ------ | ---- | ------------------ | ---------------------------- |
| 当   | 第39回衆議院議員総選挙 | 1990年02月18日 | 32   | 高知県全県区 | 自由民主党 | 6万6573票  | 13.73% | 5    | 2/11               | /                            |
| 当   | 第40回衆議院議員総選挙 | 1993年07月18日 | 35   | 高知県全県区 | 自由民主党 | 7万5771票  | 17.12% | 5    | 1/9                | /                            |
| 当   | 第41回衆議院議員総選挙 | 1996年10月20日 | 39   | 高知県第2区  | 自由民主党 | 7万2772票  | 62.95% | 1    | 1/3                | /                            |
| 当   | 第42回衆議院議員総選挙 | 2000年06月25日 | 42   | 高知県第2区  | 自由民主党 | 6万7312票  | 53.78% | 1    | 1/3                | /                            |
| 当   | 第43回衆議院議員総選挙 | 2003年11月09日 | 46   | 高知県第2区  | 自由民主党 | 7万2504票  | 59.04% | 1    | 1/3                | /                            |
| 当   | 第44回衆議院議員総選挙 | 2005年09月11日 | 47   | 高知県第2区  | 自由民主党 | 7万10票    | 51.13% | 1    | 1/3                | /                            |
| 当   | 第45回衆議院議員総選挙 | 2009年08月30日 | 51   | 高知県第2区  | 自由民主党 | 7万5554票  | 53.42% | 1    | 1/4                | /                            |
| 当   | 第46回衆議院議員総選挙 | 2012年12月16日 | 55   | 高知県第2区  | 自由民主党 | 7万6662票  | 73.59% | 1    | 1/2                | /                            |
| 当   | 第47回衆議院議員総選挙 | 2014年12月14日 | 57   | 高知県第1区  | 自由民主党 | 7万8279票  | 51.94% | 1    | 1/4                | /                            |
| 当   | 第48回衆議院議員総選挙 | 2017年10月22日 | 60   | 高知県第1区  | 自由民主党 | 8万1675票  | 53.59% | 1    | 1/3                | /                            |
| 当   | 第49回衆議院議員総選挙 | 2021年10月31日 | 64   | 高知県第1区  | 自由民主党 | 10万4837票 | 64.32% | 1    | 1/4                | /                            |
| 当   | 第50回衆議院議員総選挙 | 2024年10月27日 | 67   | 高知県第1区  | 自由民主党 | 8万9110票  | 61.51% | 1    | 1/2                | /                            |

## 所属団体・議員連盟
- 自民党たばこ議員連盟[35]
- 日本会議国会議員懇談会[36]（副会長）
- 神道政治連盟国会議員懇談会[36]
- みんなで靖国神社に参拝する国会議員の会[36]
- 公益財団法人日本国防協会（会長）
- アルコール問題議員連盟（会長・会長代行）
- ラグビーワールドカップ2019日本大会成功議員連盟（会長）
- 海事振興連盟（副会長）
- 4月28日を主権回復記念日にする議員連盟（幹事長）
- 日韓議員連盟（常任幹事）
- 日米平和・文化交流協会（理事）
- 日朝国交正常化推進議員連盟（幹事）
- NPO議員連盟（共同代表）
- 正しいことを考え実行する会（副会長）
- TPP交渉における国益を守り抜く会
- 日本の尊厳と国益を護る会[37]
- 日本・イスラエル友好議員連盟（会長）[38]
- 日本クルド友好議員連盟（会長）[39]
- 対中政策に関する国会議員連盟（JPAC、山尾志桜里と共同代表）[40]
- 対中政策に関する列国議会連盟
- 人権外交を超党派で考える議員連盟（共同会長）[41]

## 著書
- 『右でも左でもない政治 リベラルの旗』幻冬舎、2007年 ISBN 978-4344014237
- 『誰も書けなかった防衛省の真実』幻冬舎、2008年 ISBN 978-4344014770
- 『なぜ自民党の支持率は上がらないのか 政変願望』幻冬舎、2012年 ISBN 9784-344021952

## 人物

### 親族
- 父は大旺建設会長、高知さんさんテレビ会長を務めた中谷健[42][43]。
- 祖父は立憲政友会で衆議院議員を務めた中谷貞頼[44]。
- 高知市長の桑名龍吾は義弟[45]。
- 妹婿は夏野剛の弟でフジテレビ制作局第二制作センター室長の夏野亮[46]。
- 弁護士で駐ガーナ特命全権大使を務めた浅井和子は叔母[47][48]。

### 旧統一教会との関係
- 旧統一教会系の世界日報社『Viewpoint』に「政権の命運懸ける国民投票　中谷　元氏」というタイトルで、憲法改正についての記事が掲載されている[49]。

### その他
- 超党派の国会議員で作るアルコール問題議員連盟に参加し、会長を務めている[50]。アルコール依存症対策に参加したのは、断酒会発祥の地である高知県下司病院の近所で、断酒会の看板を見ながら育ったことが契機である。断酒サマースクールにもたびたび参加し参加者の体験談を直接聴いている[51]。アルコール依存症のほか、与党ギャンブル依存症対策法案のプロジェクト座長としてギャンブル依存症の対策にも関わっている。2016年12月6日、カジノを解禁する「特定複合観光施設区域の整備の推進に関する法律」（IR整備推進法）が採択された際には、ギャンブル依存症に対して、目に見える対策や課題を提示すべきとして、本会議を退席し採決を棄権している[52]。
- 新極真会空手の愛好者（名誉三段）である[53]。
- 趣味はラグビー、読書、囲碁、俳句[54]。また、アイドル歌謡にも造詣が深く、1970年代の楽曲であれば振り付けも含めて完璧に真似するとことができる。石破茂の前で欅坂46の不協和音を披露したこともある[55]。
- 元秘書にジャーナリストのアレクサンドラ・ハーニーがいる[56]。
- 現秘書に元プロ野球選手（東京ヤクルトスワローズ）の吉川昌宏がいる[57]。

日本安全保障・危機管理学会顧問。